# Рестриктивные кардиомиопатии
Рестриктивные кардиомиопатии— неоднородная группа первичных и вторичных заболеваний сердца, сопровождающихся поражением эндокарда и/или миокарда, которое приводит к выраженному фиксированному ограничению заполнения желудочков в диастолу и развитию диастолической дисфункции одного или обоих желудочков и прогрессирующей диастолической ХСН.

## Этиология
Следует различать следующие рестриктивные кардиомиопатии:
- первичные (идиопатические), этиология которых неизвестна;
- вторичные, развивающиеся при некоторых известных заболеваниях.

| Первичные (идиопатические) формы РКМП | Вторичные формы РКМП                                |
| ------------------------------------- | --------------------------------------------------- |
| Эндомиокардиальный фиброз             | Амилоидоз                                           |
| Болезнь Леффлера                      | Гемохроматоз                                        |
|                                       | Системная склеродермия                              |
|                                       | Саркоидоз                                           |
|                                       | Карциноидная болезнь сердца                         |
|                                       | Гликогенозы                                         |
|                                       | Радиационные поражения сердца                       |
|                                       | Поражения проводящей системы сердца (болезнь Фабри) |

## Патофизиология
Инфильтрация миокарда или его утолщение может встречаться в одном (чаще в левом) или обоих желудочках. В связи с этим развивается нарушение функций митрального или трехстворчатого клапана, что приводит к регургитации. Возможно развитие дисфункции синоатриального (СА) и атриовентрикулярного узлов, что может приводить к различным степеням СА-блокады и АВ-блокады.
При данной группе заболеваний происходит выраженное ограничение заполнения желудочков во время диастолы и постепенное уменьшение размеров полости желудочков, вплоть до их облитерации.

## Клиническая картина
Больные жалуются на:
- Одышку при физической нагрузке;
- ночную пароксизмальную одышку;
- слабость, утомляемость;
- периферические отёки;
- акроцианоз;
- асцит;
- увеличение печени и селезенки;
- набухание шейных вен;

## Диагностика
Основными методами диагностики являются:
- Эхокардиография
- МРТ
- Катетеризация левых и правых отделов сердца
- Биопсия сердца
- Лабораторные исследования и биопсия других органов и систем при необходимости